# Appias waltraudae
Appias waltraudae är en fjärilsart som beskrevs av Schröder 1977. Appias waltraudae ingår i släktet Appias och familjen vitfjärilar.
Artens utbredningsområde är Filippinerna. Inga underarter finns listade i Catalogue of Life.